# 寺前村
寺前村（てらまえむら）は、兵庫県神崎郡にあった村。現在の神河町の南西部にあたる。

## 地理
- 山岳 ： 暁晴山、夜鷹山
- 河川 ： 市川、小田原川

## 歴史
- 1889年（明治22年）4月1日 - 町村制の施行により、神西郡南小田村・上小田村・新野村・野村・比延村・寺前村・鍛冶村・大河村・上岩村・高朝田村・宮野村の区域をもって発足。
- 1896年（明治29年）4月1日 - 所属郡が神崎郡に変更。
- 1955年（昭和30年）3月31日 - 長谷村と合併して大河内町が発足。同日寺前村廃止。

## 経済
農業
『大日本篤農家名鑑』によれば、寺前村の篤農家は浦上文三がいた。

## 交通

### 鉄道路線
- 日本国有鉄道
  - 播但線
    - 新野駅 - 寺前駅

## 出身・ゆかりのある人物
- 藤原作十郎[2]（土木建築請負業、藤原組代表取締役、兵庫県多額納税者） - 貴族院多額納税者議員選挙の互選資格を有した[2]。住所が寺前村[3]。
- 藤原理三郎（土木建築請負業、藤原組代表取締役） - 藤原作十郎の養子[3]。